# Þorvaldsdóttir
Þorvaldsdóttir ist ein isländischer Name.

## Bedeutung
Der Name ist ein Patronym und bedeutet Tochter des Þorvaldur. Die männliche Entsprechung ist Þorvaldsson (Sohn des Þorvaldur).

## Namensträgerinnen
- Anna S. Þorvaldsdóttir (* 1977), isländische Komponistin
- Berglind Björg Þorvaldsdóttir (* 1992), isländische Fußballspielerin
- Lilja Guðrún Þorvaldsdóttir, isländische Schauspielerin